# راسينياي

راسينياي هي مدينة تقع في ساموغيتيا، مقاطعة كاوناس، ليتوانيا. بلغ عدد سكان المدينة 9،686 وفقاً لإحصاء عام 2020.